# Pukarua
Pukarua is een atol in de eilandengroep van de Tuamotuarchipel (Frans-Polynesië). Het atol is tevens een deelgemeente (commune associée) van het atol Reao. In 2017 woonden er 236 mensen, waarvan minstens 100 in de nederzetting Marautagaroa in het noorden van het eiland.

## Geografie
Pukarua ligt 53 km WNW van het atol Reao en 1280 km ten oosten van Tahiti. Het is ellipsvormig, met een lengte van 16 km en een breedte van 4,5 km. Het landoppervlak bedraagt 7 km². Er is een lagune met oppervlakte van 23 km², zonder bevaarbare doorgang naar zee. Er is wel een smalle geul die voor kleine boten passeerbaar is. 
Het atol ontstond rond de top van een vulkaan die 36,8 tot 37,3 miljoen jaar geleden 2195  meter van de zeebodem oprees. 

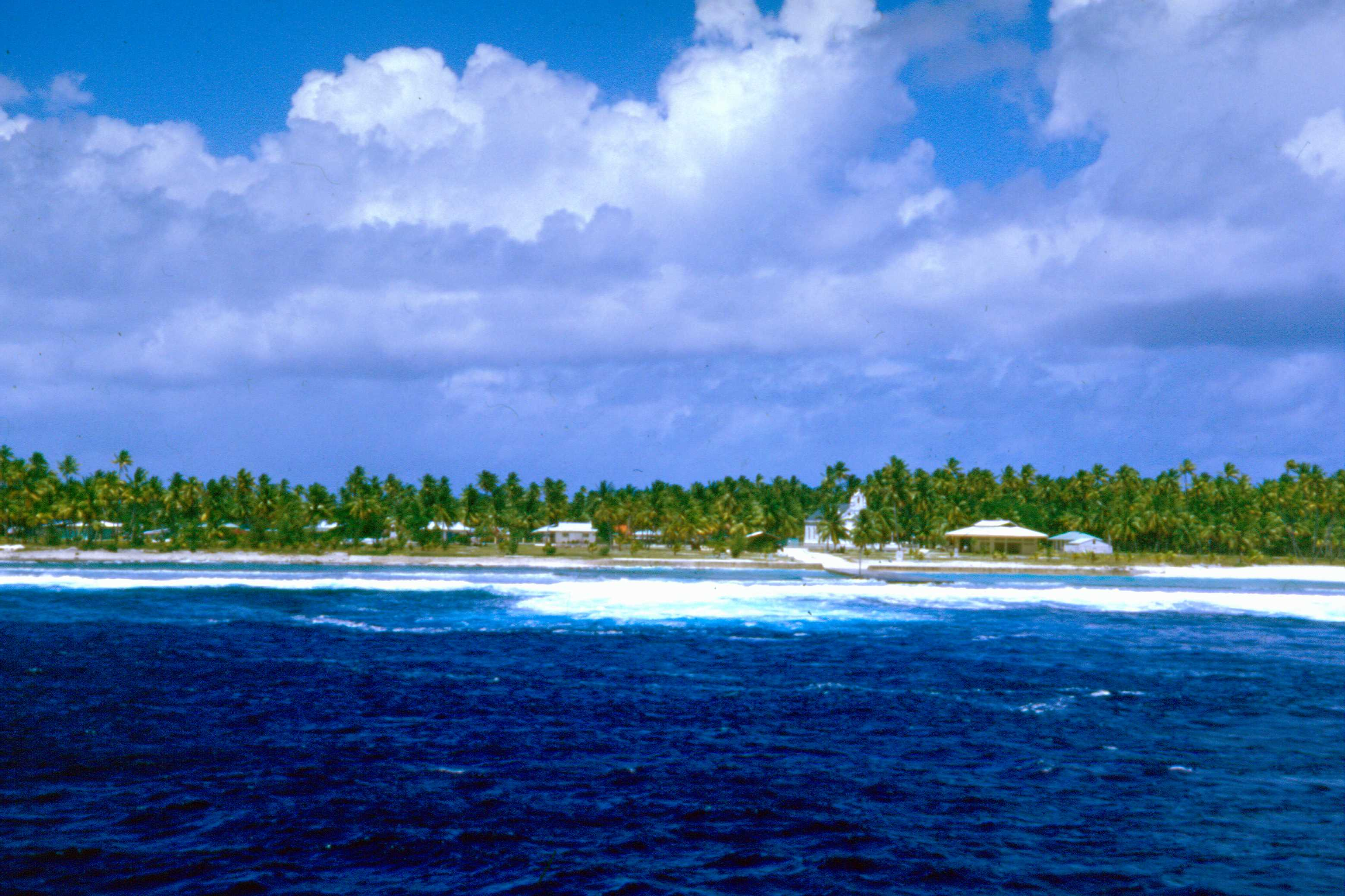
Zicht vanuit de lagune op Marautagaroa
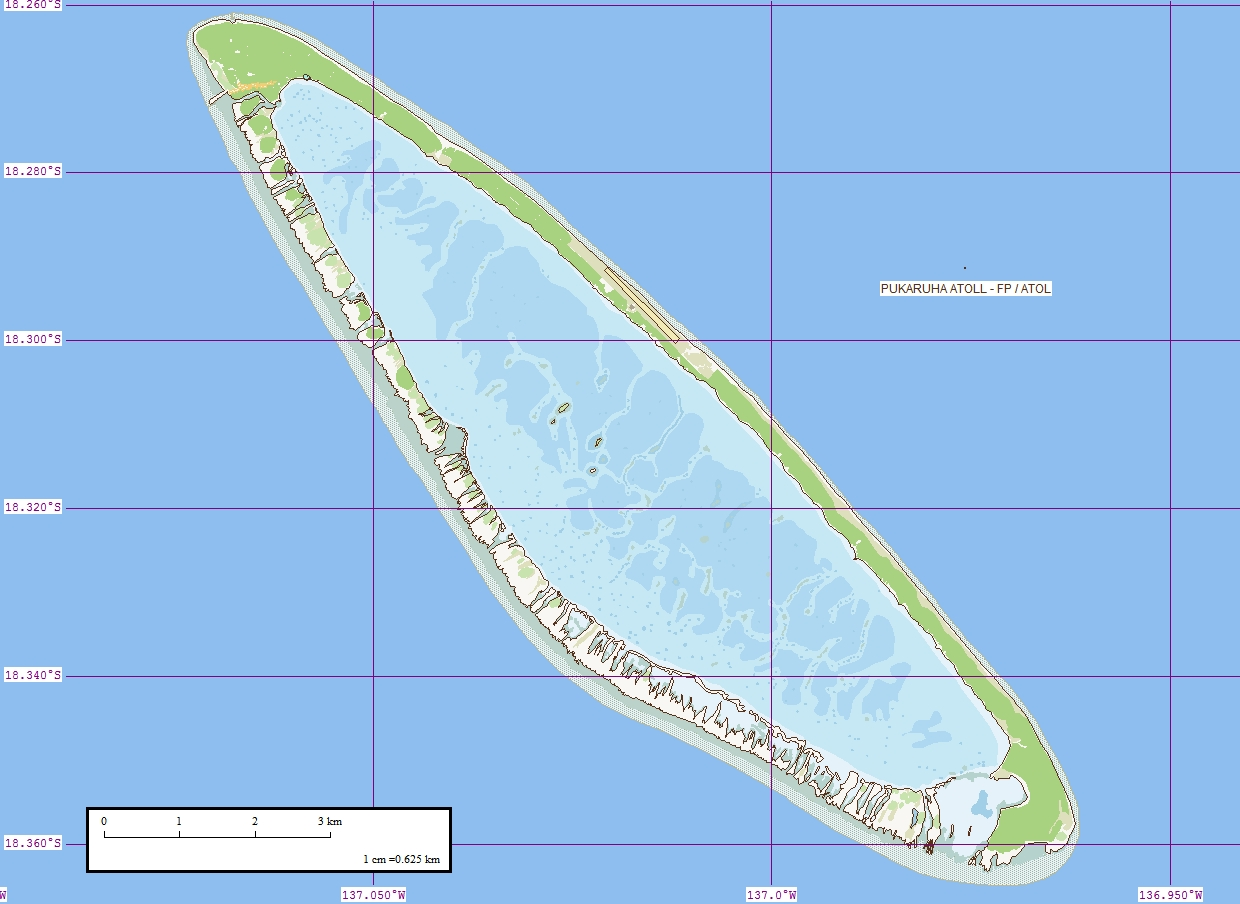
Detailkaart van Pukarua

## Geschiedenis
De eerste Europeaan die melding van het eiland maakte was de Britse ontdekkingsreiziger James Wilson (ontdekkingsreiziger) in 28 mei 1797. Rond 1850 werd het eiland Frans territorium; er woonden toen 30 mensen. Missionarissen stichtten in 1875 er de parochie van Saint-Benoit, onderdeel van het bisdom Papeete.

## Economie
Er is sinds 1979 een start- en landingsbaan aan de noordoostkant van het eiland van ongeveer een kilometer lengte. Volgens cijfers uit 2019 waren er jaarlijks 100 vluchten en werden 1800 passagiers vervoerd. Het toerisme is een steeds belangrijkere economische activiteit. Op het eiland is een centrum waar vooral het vrijduiken wordt beoefend.
Bovendien is het eiland ruim beplant met kokospalmen, het regelmatige patroon van deze aanplantingen is goed zichtbaar met Google Earth (2014). Het produceren van kopra is kenelijk ook nog van economische betekenis.

## Ecologie
Er komen op de onbewoonde riffen 32 voornamelijk zeevogelsoorten voor waaronder zes soorten van de Rode Lijst van de IUCN waaronder de hendersonstormvogel (Pterodroma atrata).